# Howeina
Howeina is een geslacht van kreeftachtigen uit de klasse van de Ostracoda (mosselkreeftjes).

## Soorten
- Howeina camptocytheroidea Hanai, 1957
- Howeina higashimeyaensis Ishizaki, 1971
- Howeina leptocytheroidea Hanai, 1957
- Howeina neoleptocytheridea (Ishizaki, 1966)
- Howeina neoleptocytheroidea (Ishizaki, 1966) Hanai et al., 1977 †
- Howeina shului Hu & Tao, 2008